# Wydawnictwo Aletheia
Wydawnictwo Aletheia publikuje książki z dziedziny humanistyki. Są to głównie przekłady wybitnych dzieł z zakresu filozofii, socjologii i religioznawstwa (m.in. Barthes, Cioran, Eco, Eliade, Heidegger, Nietzsche, Scholem, Weber).
Seria „ezoteryczna” obejmuje tak kanoniczne dzieła jak Biała bogini Gravesa, I-cing czy książki o mitologii i religiach świata.
Seria historyczna (z klepsydrą) przedstawia wybitne monografie zjawisk z dziedziny kultury materialnej i duchowej (Historia dzieciństwa Arièsa, Historia gwałtu Vigarella, Kulturowa historia alkoholu Gately'ego i in.).
W nieco lżejszej serii „;)” ukazują się książki z dziedziny filozofii (W tym tytule są są dwa błędy Martina, Myślę, więc się śmieję Paulosa, Piję, więc jestem. Przewodnik filozofa po winach Scrutona i in.).